# Соловьев, Владимир Николаевич (режиссер)
1. перенаправление Соловьёв, Владимир Николаевич (режиссёр)